# 斐川インターチェンジ
斐川インターチェンジ（ひかわインターチェンジ）は、島根県出雲市斐川町直江にある山陰自動車道のインターチェンジ。同市の旧平田市域の最寄りインターチェンジである。
本項では斐川本線料金所についても記す。

## 制限速度
インターチェンジ内制限速度30 km/h

## 道路
- E9 山陰自動車道（30番）

## 歴史
- 2006年11月25日：宍道JCT-斐川IC間開通に伴い供用開始
- 2009年11月28日：斐川IC-出雲IC間開通
- 2011年10月1日：開通当初に所在していた簸川郡斐川町が合併により出雲市に編入。

## 接続する道路

### 直接接続
- 島根県道183号斐川上島線バイパス

### 間接接続
- 出雲市道南広域線（南部農道）

### 出雲市主要部へのアクセス
出雲市主要部へは島根県道183号斐川上島線（バイパス部）から出雲市道南広域線（いわゆる南部農道）を経由して、島根県道197号木次直江停車場線（新設部）を北上し国道9号を東に進む経路がアクセスルートとなっている。

## 斐川インターチェンジ料金所
ブース数：4

### 入口
- ブース数：2
  - ETC専用：1
  - ETC/一般：1

### 出口
- ブース数：2
  - ETC専用：1
  - 一般：1

## 斐川本線料金所

斐川本線料金所

出雲IC以降の山陰自動車道が無料区間のため、斐川ICからやや西側に離れた場所に本線料金所が設置され、出雲ICまでの料金の精算を本線料金所で行う。斐川ICと出雲IC方向を利用する場合は、数百メートルの間に料金所を2度通ることになる。2020年度には、出口(出雲·浜田方面)の一般レーンでは新型料金精算機が試行導入された。

### 出雲·浜田方面
- ブース数：2
  - ETC/一般：1　(一般車は精算機で料金を支払う)
  - ETC専用：1

### 斐川·松江方面
- ブース数：2
  - ETC/一般：1
  - ETC専用：1

## 周辺
- 島根富士通
- 出雲村田製作所

## 隣
E9 山陰自動車道
(29)宍道JCT - (30)斐川IC - 斐川TB - (31)出雲IC